# Топовский сельсовет
Топовский сельсовет — сельское поселение в Лев-Толстовском районе Липецкой области Российской Федерации.
Административный центр — село Топки.

## История
Статус и границы сельского поселения установлены Законом Липецкой области от 23 сентября 2004 года № 126-ОЗ «Об установлении границ муниципальных образований Липецкой области»

## Население
| 2010 | 2012 | 2013 | 2014 | 2015 | 2016 | 2017 |
| ---- | ---- | ---- | ---- | ---- | ---- | ---- |
| 884  | ↘858 | ↘849 | ↘819 | ↘814 | ↗821 | ↘816 |
| 2018 | 2021 |      |      |      |      |      |
| ↘795 | ↘733 |      |      |      |      |      |

## Состав сельского поселения
| № | Населённый пункт | Тип населённого пункта       | Население |
| - | ---------------- | ---------------------------- | --------- |
| 1 | Гагино           | село                         | ↘131      |
| 2 | Денисьево        | деревня                      | ↗53       |
| 3 | Загрядчино       | село                         | ↘212      |
| 4 | Кордюки          | деревня                      | ↘31       |
| 5 | Топки            | село, административный центр | ↘457      |